# کولسدون
latitudeکولسدونlongitudeکولسدون
کولسدون (به انگلیسی: Coulsdon) یک منطقهٔ مسکونی در انگلستان است که در لندن واقع شده‌است.

## خصوصیات
کولسدون ۲۵٬۶۹۵ نفر جمعیت دارد.